# Antônio Del Fiol
Antônio Camargo Del Fiol (Tatuí, 14 de março de 1940, 7 de julho de 2002), ou simplesmente Antônio Del Fiol, foi um jornalista e radialista brasileiro.
Foi durante mais de 30 anos apresentador do programa Jornal da Manhã, em rede nacional pela rádio Jovem Pan. Sua voz tornou-se conhecida nos antigos comerciais das lojas Mappin (nos quais repetia o bordão É neste sábado!) e, depois, do Jumbo Eletro.